# دبليو. إتش إل. والاس
دبليو. إتش إل. والاس (بالإنجليزية: W. H. L. Wallace)‏ هو محامي وضابط أمريكي، ولد في 8 يوليو 1821 في يوربانا في الولايات المتحدة، وتوفي في 10 أبريل 1862 في سافانا في الولايات المتحدة.